# Центар за социјални рад „Солидарност”
| Центар за социјални рад „Солидарност” |                                            |
|                                       |                                            |
| Оснивач:                              | Влада Републике Србије                     |
| Основан:                              | 14. октобар 1961.                          |
| Седиште:                              | Светозара Марковића 43 · Крагујевац Србија |
| Веб презентација                      | Званични веб-сајт                          |
| Контакт:                              | 034 332 627                                |

Центар за социјални рад „Солидарност” је установа која се налази у Крагујевцу, у улици Светозара Марковића 43.

## Историјат
Центар за социјални рад „Солидарност” је основан 14. октобра 1961. са основним задатком да изучава социјалне проблеме у локалној средини и предлаже мере за њихово решавање. Временом се развијао кроз послове истраживања, планирања, спровођења социјалних акција, решавања социјалних проблема појединаца и социјалних група, окупљања и координирања активности других социјалних партнера, креирање нових услуга.
Центар за социјални рад „Солидарност” садржи Службу за заштиту деце и младих, Службу за затиту одраслих и старих, Службу за правне послове са Канцеларијом за пријем и Канцеларијом за материјална давања, Административно, финансијски и технички послови и Послови планирања, развоја и извештавања.
Делатност Центра је социјална заштита, социјални рад и породично–правна заштита регулисана Законом о социјалној заштити, Породичним законом, Кривичним законом, Законом о малолетним учиниоцима кривичних дела и кривично–правној заштити малолетних учинилаца кривичних дела, Законом о медијацији, Законом о прекршајима, Законом о финансијској подршци породици са децом, Законом о спречавању насиља у породици, Одлуком о социјалној заштити града Крагујевца и другим прописима.